# Quim Monzó
Œuvres principales
- Olivetti, Moulinex, Chaffoteaux et Maury (ca)
- L'illa de Maians
- El perquè de tot plegat (ca)
- Guadalajara (ca)

Quim Monzó (prononcé en catalan : [ˈkim munˈso]), né le 24 mars 1952 à Barcelone, est un écrivain contemporain espagnol, auteur de plusieurs nouvelles et contes, le plus souvent écrits en catalan.

## Biographie
Quim Monzó vit à Barcelone et publie régulièrement dans La Vanguardia. Son œuvre est caractérisée par des références à la culture populaire et par une certaine ironie. On rencontre un certain humour dans ses proses. On peut noter, dans la collection de ses essais Catorze ciutats comptant-hi Brooklyn, une certaine fascination pour New York de l'après-11 septembre.
Au début des années 1970, Monzó signe des reportages au Vietnam, au Cambodge, en Irlande du Nord et en Afrique pour le journal Tele/eXpres. En collaboration avec Cuca Canals, il écrit les dialogues du film Jambon, jambon de Bigas Luna. Il écrit également, avec Jérôme Savary, El tango de Don Joan. Il participe à de nombreuses émissions de radio et de télévision. Il prononce en 2007 le discours inaugural de la Foire du livre de Francfort, où la culture catalane est l'invitée. Monzó y rédige une dissertation sous forme de conte qui diffère totalement des discours traditionnels. De décembre 2009 à avril 2010, une grande exposition rétrospective sur sa vie et son œuvre, qui a pour titre Monzó a lieu à la Galerie Arts Santa Mònica de Barcelone.

## Son œuvre

### Romans et livres de nouvelles en français
- Mille crétins, 2009, Nîmes: Éditions Jacqueline Chambon. Traduction d'Edmond Raillard.
- Le meilleur des mondes, 2003. Nîmes: Éditions Jacqueline Chambon. Traduction d'Edmond Raillard.
- Guadalajara, 1998. Nîmes: Éditions Jacqueline Chambon. Traduction d'Edmond Raillard.
- L'ampleur de la tragédie, 1996. Nîmes: Éditions Jacqueline Chambon. Traduction de Bernard Lesfargues.
- Gazoline, 1995. Nîmes: Éditions Jacqueline Chambon. Traduction d'Edmond Raillard
- Le pourquoi des choses, 1995. Nîmes: Éditions Jacqueline Chambon. Traduction d'Edmond Raillard.
- Olivetti, Moulinex, Chaffoteaux et Maury, 1994. Paris: Le Serpent à Plumes Éditions. Traduction de Patrick Gifreu.
- L'île de Maians, 1994. Nîmes: Éditions Jacqueline Chambon. Traduction d'Edmond Raillard.
- Essence, 1989. París: Éditions Pierre Belfond. Traduction d'Edmond Raillard.
- Olivetti, Moulinex, Chaffoteaux et Maury, 1983. Lyon: Atelier du Gué, Fédérop & le Chiendent. Traduction de Patrick Gifreu.

### Romans et livres de nouvelles en catalan
- L'udol del griso al caire de les clavegueres, 1976 — Premi de Novel·la Prudenci Bertrana (1976).
- Self Service, 1977. En collaboration avec Biel Mesquida.
- Uf, va dir ell, 1978.
- Olivetti, Moulinex, Chaffoteaux et Maury, 1980 — Prix de la critique Serra d'Or (1981).
- Benzina, 1983.
- L'illa de Maians, 1985 — Prix de la critique Serra d'Or (1986).
- La magnitud de la tragèdia, 1989 — Premi de Novel·la El Temps (1989).
- El perquè de tot plegat, 1993 — Premi Ciutat de Barcelona (1993) et Prix de la critique Serra d'Or (1994).
- Guadalajara, 1996 — Prix de la critique Serra d'Or (1997).
- Vuitanta-sis contes (composé de Uf, va dir ell, Olivetti, Moulinex, Chaffoteaux et Maury, L'illa de Maians, El perquè de tot plegat and Guadalajara), 1999. S'est vu décerner le Prix national de littérature de la Generalitat de Catalogne et le Prix Lletra d'Or, tous deux en 2000.
- El millor dels mons, 2001.
- Mil cretins, 2007 — Premi Maria Àngels Anglada (2008).

### Livres d'articles et essais en catalan
- El dia del senyor, 1984.
- Zzzzzzzz, 1987.
- La maleta turca, 1990.
- Hotel Intercontinental, 1991.
- No plantaré cap arbre, 1994.
- Del tot indefens davant dels hostils imperis alienígenes, 1998.
- Tot és mentida, 2000.
- El tema del tema, 2003.
- Catorze ciutats comptant-hi Brooklyn, 2004.
- Esplendor i glòria de la Internacional Papanates, 2010.

### Autres
Quim Monzó a également traduit un grand nombre d'auteurs, dont Truman Capote, J. D. Salinger, Ray Bradbury, Thomas Hardy, Harvey Fierstein, Ernest Hemingway, John Barth, Roald Dahl, Mary Shelley, Javier Tomeo, Arthur Miller, et Eric Bogosian.